# Partito Jubilee del Kenya
Il Partito Jubilee del Kenya è un partito politico keniota fondato nel 2016 a seguito della confluenza di 11 distinti soggetti politici:
- L'Alleanza Nazionale (TNA);
- Partito Repubblicano Unito (URP);
- Forum Democratico Unito (UDF);
- Partito dell'Alleanza Jubilee (JAP);
- Partito dell'Alleanza del Kenya (APK);
- Chama Cha Uzalendo (CCU);
- Congresso Repubblicano (RC);
- Il Partito dell'Indipendenza (TIP);
- Ford People (FP);
- Grande Unione Nazionale (GNU);
- Nuovo Forum per la Restaurazione della Democrazia-Kenya (NFK);

Tali partiti costituivano in precedenza l'Alleanza Jubilee, coalizione presentata a sostegno di Uhuru Kenyatta in occasione delle  elezioni presidenziali del 2013.
Alle presidenziali del 2017 il partito sostenne la candidatura di Kenyatta, che si confermò presidente della Repubblica.
Alle presidenziali del 2022 il partito sostenne la candidatura di Raila Odinga, che tuttavia fu sconfitto dall’avversario William Ruto. 